# Песочница

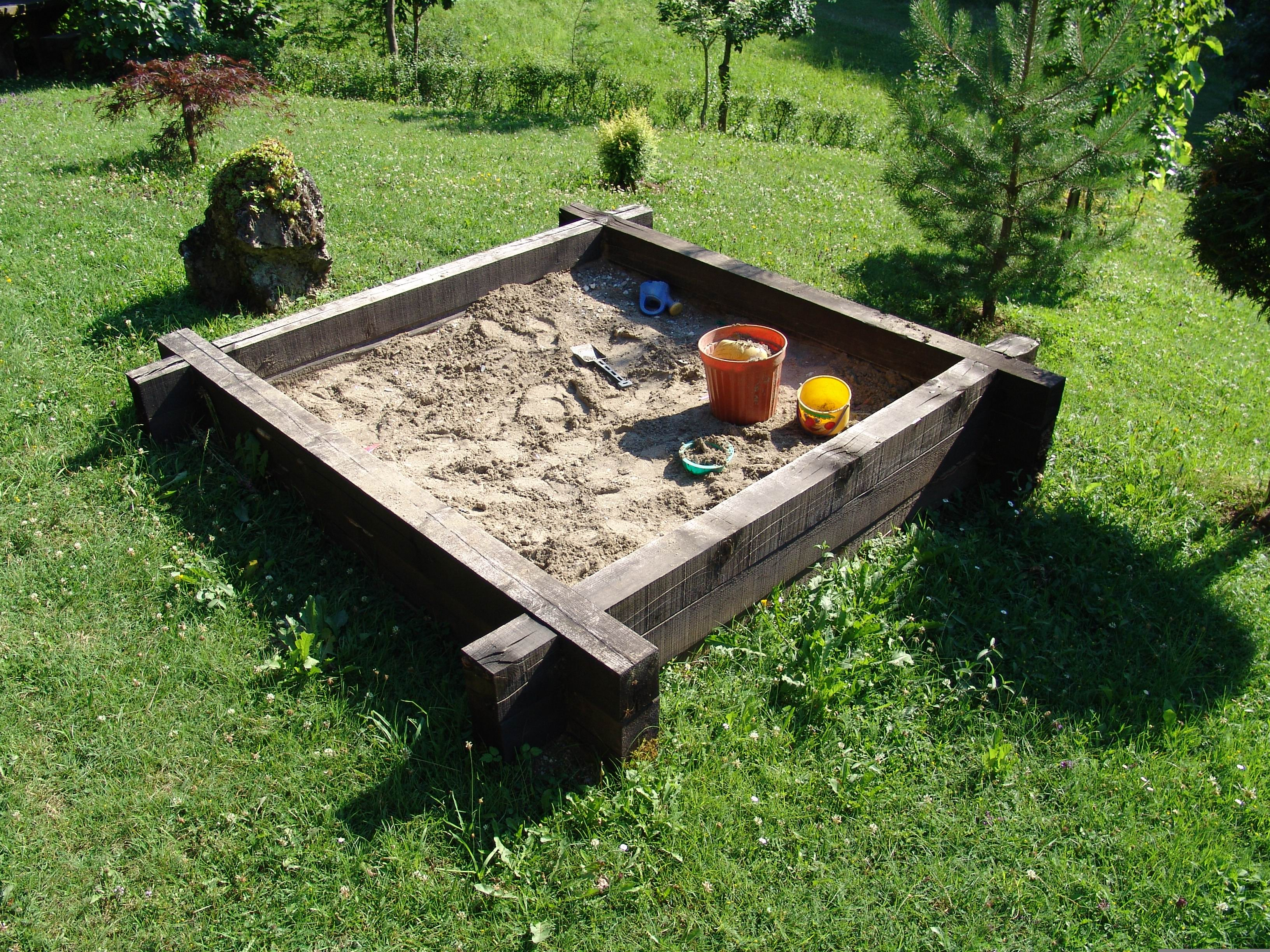
Песочница

Песочница — один из объектов на детской площадке: особое место с песком, предназначенное для игр детей младшего возраста  при использовании игрушек. Обычно песочница огорожена бортиками, чаще всего сделанными из дерева: брёвен или досок. Причём, бортики зачастую имеют плоскую поверхность, чтобы на ней можно было лепить куличики. Часто в центре песочницы стоит «грибок», который защищает играющих детей от дождя и солнца.
Песочница является важнейшим эмоциональным центром взаимодействия детей. Играя в песочнице дети формируют ценностное отношение к миру игрушек и миру взаимоотношений. Игра в песочнице также способствует развитию у детей творческого воображения, мелкой моторики, мышления.
Сооружение устанавливается вдали от деревьев, так как иначе падающая листва засоряет песочницу, а песок в тени после дождя дольше высыхает.
Игры в песочнице:
- лепка куличиков

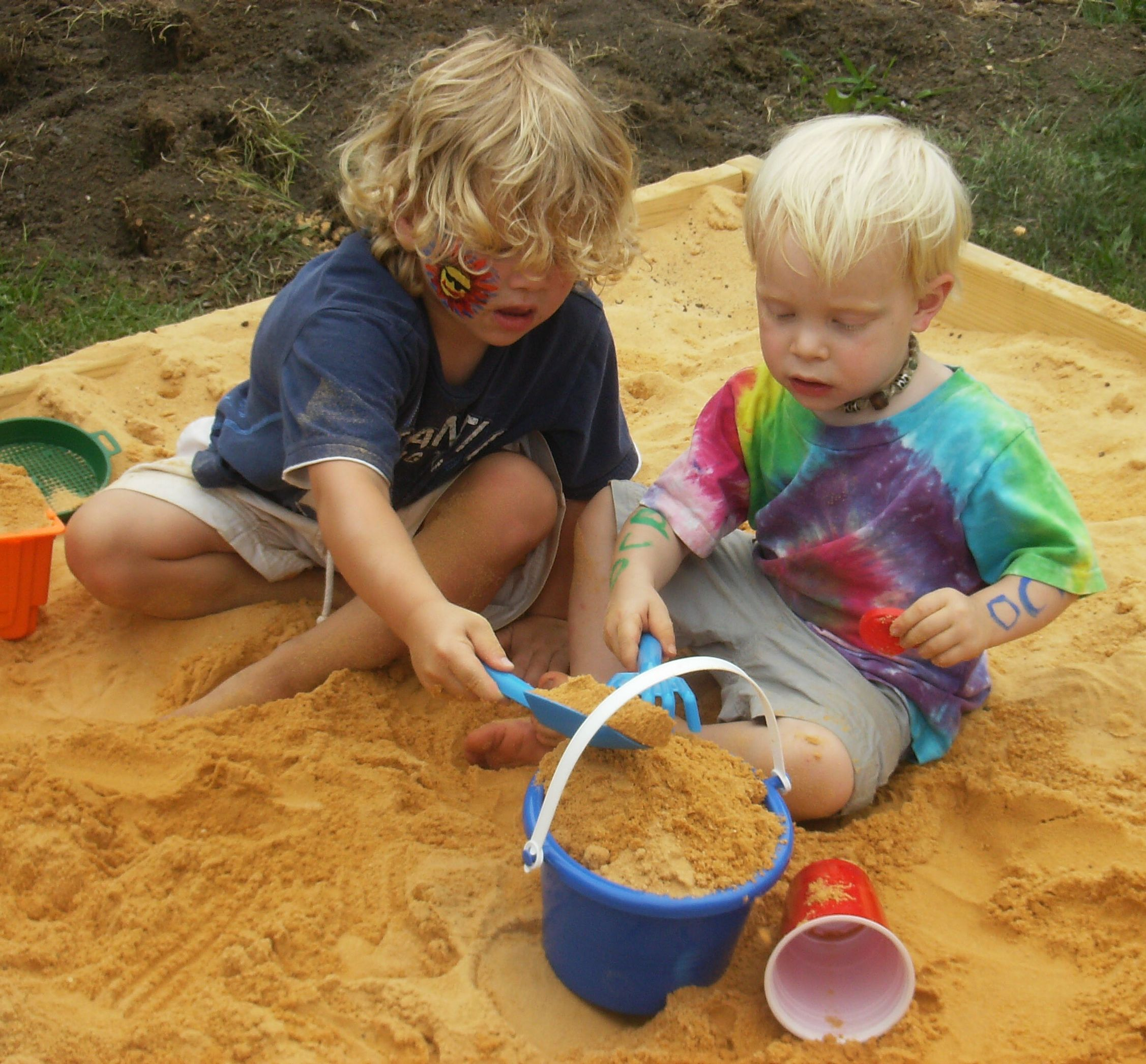
Дети, играющие в песочнице

- строительство замков из песка и рытьё «пещер»
- игры в машинки (в песке роются «гаражи» и проводятся дороги)
- игры в магазин (куличи являются универсальным продуктом, а в качестве платёжных средств и других продуктов часто используются палочки и листья)
- игры в «Гости» (куклу угощают куличами)[5].
- игры с песком и водой[6].